# Petrocosmea parryorum
Petrocosmea parryorum är en tvåhjärtbladig växtart som beskrevs av C.E.C. Fischer. Petrocosmea parryorum ingår i släktet Petrocosmea och familjen Gesneriaceae. Inga underarter finns listade i Catalogue of Life.